# Mályinka
Mályinka é um município da Hungria, situado no condado de Borsod-Abaúj-Zemplén. Tem 24,21 km² de área e sua população em 2015 foi estimada em 447 habitantes.